# Friobius lobifer
Friobius lobifer är en mångfotingart som beskrevs av Chamberlin 1943. Friobius lobifer ingår i släktet Friobius och familjen stenkrypare. Inga underarter finns listade i Catalogue of Life.